# Alejandro Chao
Alejandro Chao Fernández (Vigo, c. 1835-Madrid, 1894) fue un periodista y editor español.

## Biografía
Nació hacia 1835 en la ciudad gallega de Vigo. Fue fundador y director de la revista La Ilustración Gallega y Asturiana. También fundó una importante casa editorial en La Habana, llamada La Propaganda Literaria.  Fue hermano del político y periodista Eduardo Chao Fernández y amigo de Rosalía de Castro y Manuel Murguía. Fallecido el 9 de febrero de 1894 en Madrid, habría sido presumiblemente enterrado en la sacramental de San Justo.